# ماددوماگگودا
ماددوماگگودا (به لاتین: Maddumagegoda) یک منطقهٔ مسکونی در سری‌لانکا است که در استان جنوبی (سری‌لانکا) واقع شده‌است.